# Dolichomitus flexilis
Dolichomitus flexilis là một loài tò vò trong họ Ichneumonidae.